# 帕旺 (埃納省)
帕旺（法語：Pavant，法語發音：[pavɑ̃]）是法国上法蘭西大區埃纳省的一个市镇，属于蒂耶里堡区。

## 地理
帕旺（48°57'12"N, 3°17'5"E）面积5.43 平方千米，位于法国上法蘭西大區埃纳省，该省份为法国北部内陆省份，北起北部省，西接索姆省和瓦兹省，东临阿登省和马恩省，西南至塞纳-马恩省，东北部与比利时接壤。
与帕旺接壤的市镇（或旧市镇、城区）包括：马恩河畔沙尔利、诺让拉托、巴斯韦勒、比西耶尔、锡特里。

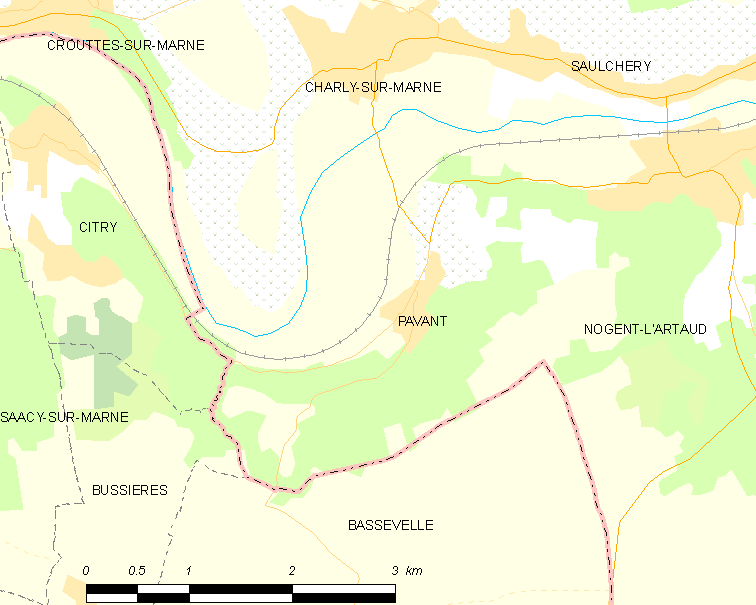
的OSM定位图

帕旺的时区为UTC+01:00、UTC+02:00（夏令时）。

## 行政
帕旺的邮政编码为02310，INSEE市镇编码为02596。

## 政治
帕旺所属的省级选区为马恩河畔埃索姆县。

## 人口

1962-2008年间人口变化图示

帕旺于2022年1月1日时的人口数量为755人。